# Zoot Money
George Bruno Money, známý jako Zoot Money (17. července 1942, Bournemouth, Hampshire, Anglie – 8. září 2024), byl britský zpěvák, klávesista, skladatel a herec. Byl členem několika skupin, jedna z prvních byla Zoot Money's Big Roll Band, následovali Eric Burdon and the Animals, Dantalian's Chariot a další. V roce 2007 byl členem skupiny The British Blues Quintet.